# Дерлин, Марен
Марен Дерлин (нем. Maren Derlien; род. 17 декабря 1975, Гамбург) — немецкая гребчиха, выступавшая за сборную Германии по академической гребле в 1990-х и 2000-х годах. Чемпионка мира и Европы, многократная победительница и призёрка этапов Кубка мира, участница двух летних Олимпийских игр.

## Биография
Марен Дерлин родилась 17 декабря 1975 года в Гамбурге, ФРГ.
Заниматься академической греблей начала в 1988 году, проходила подготовку в гамбургском гребном клубе «Ганза».
Впервые заявила о себе в гребле на международном уровне в сезоне 1993 года, выиграв золотую медаль в парных четвёрках на чемпионате мира среди юниоров в Норвегии.
В 1994—1996 годах достаточно успешно выступала на этапах молодёжного Кубка наций, где неизменно становилась победительницей в парных двойках и одиночках.
Начиная с 1997 года выступала на взрослом уровне в основном составе немецкой национальной сборной, в частности в этом сезоне дебютировала в Кубке мира, выиграв бронзовую медаль в четвёрках на этапе в Люцерне.
В 1999 году в парных четвёрках одержала победу на этапах Кубка мира в Вене и Люцерне, а также на чемпионате мира в Сент-Катаринсе.
Не сумев отобраться на Олимпийские игры 2000 года в Сиднее, Дерлинг отошла от активной соревновательной практики, но в 2003 году вернулась в немецкую сборную, став бронзовой призёркой на двух этапах Кубка мира.
Благодаря череде удачных выступлений удостоилась права защищать честь страны на летних Олимпийских играх 2004 года в Афинах — в программе распашных безрульных двоек вместе с напарницей Сандрой Гольдбах финишировала в главном финале пятой.
После афинской Олимпиады Марен Дерлин осталась в составе гребной команды Германии на ещё один олимпийский цикл и продолжила принимать участие в крупнейших международных регатах. Так, в 2005 году в восьмёрках она выиграла бронзовую медаль на этапе Кубка мира в Люцерне и стала шестой на чемпионате мира в Гифу.
В 2006 году в восьмёрках была лучшей на домашнем этапе Кубка мира в Мюнхене, тогда как на этапах в Познани и Люцерне стала серебряной и бронзовой призёркой соответственно. Побывала и на мировом первенстве в Итоне, откуда привезла награду серебряного достоинства, выигранную в восьмёрках — в решающем заезде уступила только экипажу из Соединённых Штатов.
В 2007 году выиграла этап Кубка мира в Линце-Оттенсхайме, взяла серебро на этапах в Амстердаме и Люцерне. На чемпионате мира в Мюнхене в восьмёрках стала пятой, в то время как на чемпионате Европы в Познани в распашных безрульных двойках вместе с Ленкой Вех обошла всех соперниц и завоевала золото.
Находясь в числе лидеров немецкой национальной сборной, благополучно прошла отбор на Олимпийские игры 2008 года в Пекине — на сей раз стала четвёртой в распашных безрульных двойках и седьмой в восьмёрках.